# (32511) 2001 NX17
2001 NX17 (asteroide 32511) é um asteroide da cintura principal. Possui uma excentricidade de 0.42780520 e uma inclinação de 8.93260º.
Este asteroide foi descoberto no dia 9 de julho de 2001 por LINEAR em Socorro.